# Kattnäs socken
Kattnäs socken i Södermanland ingick i Daga härad, uppgick 1955 i Gnesta köping och området är sedan 1992 en del av Gnesta kommun, från 2016 inom Frustuna distrikt.
Socknens areal är 23,80 kvadratkilometer, varav 17,52 land. År 1949 fanns här 187 invånare. Orten Norrtuna med Norrtuna slott samt kyrkbyn Kattnäs med sockenkyrkan Kattnäs kyrka ligger i socknen.  

## Administrativ historik
Kattnäs socken har medeltida ursprung. 
Vid kommunreformen 1862 övergick socknens ansvar för de kyrkliga frågorna till Kattnäs församling och för de borgerliga frågorna till Kattnäs landskommun. Landskommunen uppgick 1952 i Gnesta landskommun som 1955 ombildades till Gnesta köping som 1974 uppgick i Nyköpings kommun där denna del 1992 utbröts och överfördes till Gnesta kommun. Församlingen uppgick 1959 i Frustuna-Kattnäs församling  som i sin tur 1992 kom att uppgå i en nybildad Frustuna församling.
1 januari 2016 inrättades distriktet Frustuna, med samma omfattning som Frustuna församling hade 1999/2000 och vari detta område ingår.
Socknen har tillhört län, fögderier, tingslag och domsagor enligt vad som beskrivs i artikeln Daga härad. De indelta soldaterna tillhörde Södermanlands regemente.

## Geografi

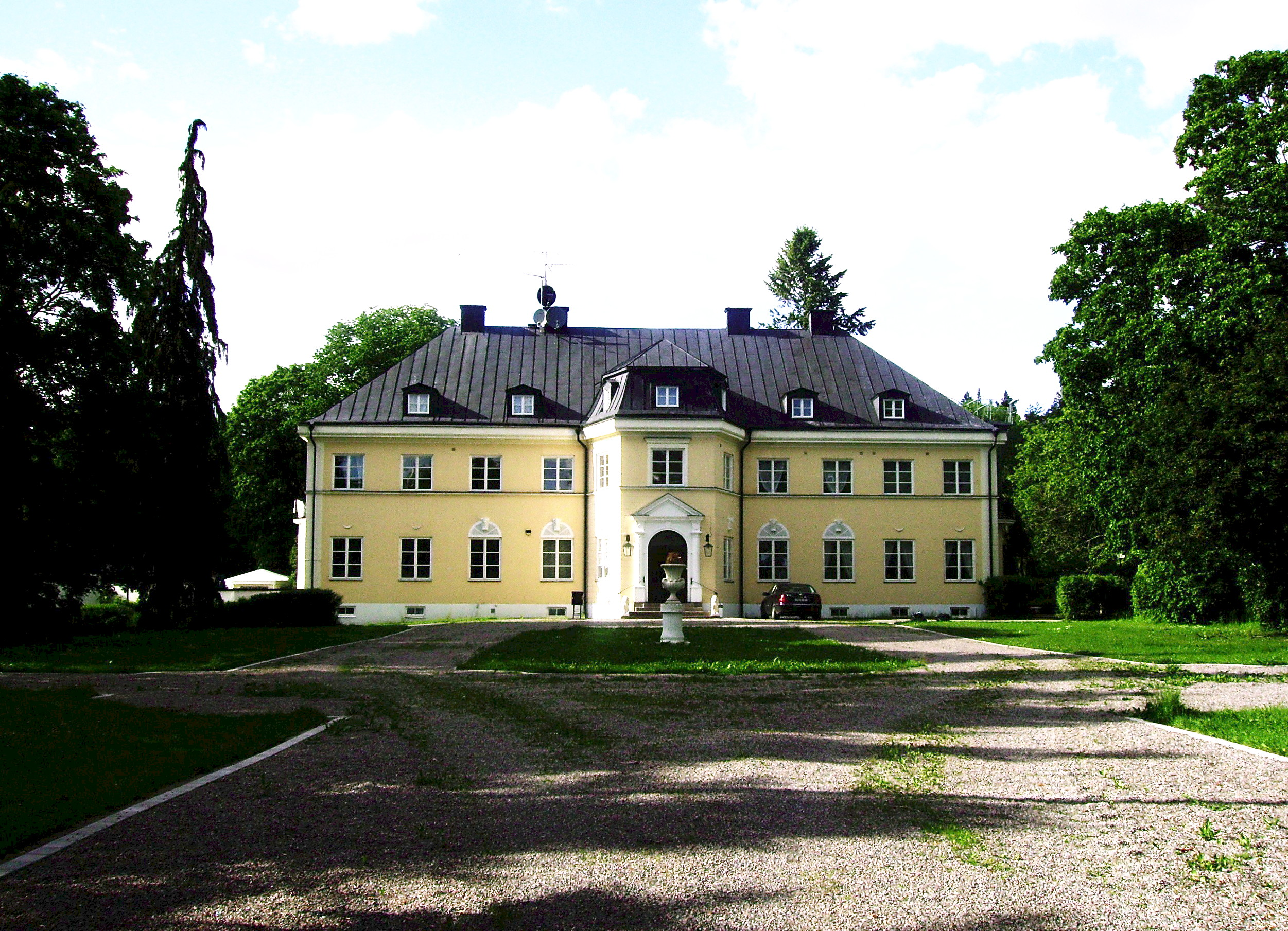
Norrtuna slott.

Kattnäs socken ligger till större delen på näset mellan Storsjön, Frösjön och Klemmingen. Socknen är en odlingsbygd på näset och skogsbygd öster därom.
År 1929  fanns 605 hektar åker samt 793 hektar skogs- och hagmark.

### Geografisk avgränsning
Kattnäs socken avgränsades i söder mot Frustuna socken av vattendraget mellan Storsjön i väster och Frösjön i öster. Gränsen gick genom Norrtunasjön. I väster avgränsas området av Gåsinge socken. Gränsen mellan Kattnäs och Gåsinge går från Storsjön genom Hollandssjön till Lifsingeån i norr, vilken utgör gräns mot Dillnäs socken.

## Fornlämningar
Spridda gravrösen och gravar från järnåldern finns här liksom tre runristningar.

## Namnet
Namnet (1314 Kattænes) kommer från kyrkbyn belägen på ett näs. Förleden katt syftar troligen på avser snarast lokatt.